# Eurofly
Eurofly — бывшая частная авиакомпания Италии со штаб-квартирой в городе Милан, в прошлом один из ведущих авиаперевозчиков страны на международных чартерных авиалиниях средней и дальней протяжённости.
Основной упор в маршрутной сети перевозчика был сделан на туристических рейсах в Египет, курорты Красного моря, Испании и Греции. Дальнемагистральные рейсы авиакомпании выполнялись по популярным среди итальянцев курортам тропического пояса, включая Мальдивы и Шри-Ланку, а также в некоторые страны Африки. В летний период Eurofly акцентировала внимание на беспосадочных рейсах из Нью-Йорка, обеспечивая перевозку иностранных туристов в Италию. Авиакомпания совершает рейсы из Москвы в аэропорт Болоньи.
В 2010 авиакомпания была поглощена другим итальянским авиаперевозчиком Meridiana, на базе объединённого предприятия была создана новая авиакомпания Meridiana fly.

## История
Авиакомпания Eurofly была образована 26 мая 1989 года для обеспечения потребности туроператоров Италии в пассажирских перевозках на ближне- и среднемагистральных туристических направлениях и начала операционную деятельность 26 февраля следующего года. Первоначально акции нового перевозчика находились в собственности национальной авиакомпании страны Alitalia (45 %), а также корпораций Olivetti (45 %) и San Paolo Finance (10 %).
В 1998 году Eurofly вышла на рынок дальнемагистральных перевозок, а в 2000 году компания полностью перешла под контроль флагманского перевозчика страны Alitalia. В 2003 году Eurofly прошла процедуру приватизации, в результате которой 80% акций приобрёл инвестиционный фонд «Banca Profilo Spinnaker», а в июле следующего года фонд выкупил и оставшиеся 20% акций перевозчика. В том же году авиакомпания открыла собственный транзитный узел (хаб) в аэропорту Шарм-эш-Шейха, из которого выполняла регулярные и чартерные рейсы на двух самолётах Airbus A320-200 в ряд региональных аэропортов северной части Италии.
В конце 2006 года инвестиционный фонд «Spinnaker» реализовал 29,95% акций Eurofly авиакомпании Meridiana, после чего генеральный директор Meridiana Джованни Росси стал соответственно и гендиректором компании Eurofly. В январе 2008 года доля Meridiana в Eurofly увеличилась до 46,1%.
28 февраля 2010 года произошло слияние двух авиакомпаний, в результате чего образовался второй по величине авиаперевозчик страны Meridiana fly.

## Флот
В феврале 2000 года парк воздушных судов авиакомпании Eurofly составляли следующие самолёты:

По состоянию на 4 июля 2009 года средний возраст воздушных судов Eurofly составлял 6,8 лет.